# 신경쇠약 직전의 여자
《신경쇠약 직전의 여자》(스페인어: Mujeres al borde de un ataque de nervios)는 1988년 개봉한 스페인의 블랙 코미디, 드라마 영화이다. 장 콕토의 희곡 《인간의 목소리》를 바탕으로 제작되었다.
고야상 작품상, 여우주연상을 포함한 다섯 부문에서 수상했으며, 1988 아카데미상 외국어영화상 후보였다. 이 영화 덕분에 페드로 알모도바르 전세계적으로 이름을 알렸다.

## 줄거리
페파는 성우 일을 하는 여성으로, 연인 이반이 아무런 설명 없이 떠나자 그 이유를 찾으려 한다. 이 과정에서 이반의 전처의 아들인 카를로스와 엮이고, 테러리스트에게 납치당할 뻔한 친구 칸델라의 위급한 상황에 휘말리게 된다. 페파는 이반이 남긴 메시지를 확인하려 하지만, 그의 부재에 절망하며 집착적인 행동을 보이기 시작한다.
칸델라는 자신이 만난 남자가 테러리스트였다는 사실을 알게 되어 공포에 질려 페파의 집으로 도망친다. 한편, 카를로스는 우연히 페파의 집에 방문하게 되고, 그 과정에서 자신이 이반의 아들이며 페파가 아버지의 연인이었다는 사실을 알게 된다. 이들 사이에 이반의 전처인 루시아까지 등장하며 상황은 더욱 복잡해진다. 루시아는 정신병원에서 퇴원한 후 페파에게 복수하려 하고, 페파는 이반이 새로운 연인인 변호사 폴리나와 스톡홀름으로 떠나려 한다는 사실을 알게 된다.
페파는 이반을 막으려 하지만, 결국 루시아가 공항에서 총을 들고 이반에게 달려들고, 페파는 이를 막으려다 기절한다. 이반은 페파에게 다시 이야기를 해보려 하지만, 페파는 거절한다. 집으로 돌아온 페파는 모든 일이 끝난 후 자신의 임신 사실을 깨닫고, 친구와 함께 평온한 시간을 보낸다. 이렇게 페파는 혼란스러운 상황 속에서 자신의 삶을 정리하고 새로운 시작을 맞이한다.

## 출연
- 카르멘 마우라 - 페파 마르코스 역
- 안토니오 반데라스 - 카를로스 역
- 훌리에타 세라노 - 루시아 역
- 로시 데팔마 - 마리사 역
- 마리아 바랑코 - 칸델라 역
- 키티 만베르 - 파울리나 모랄레스 역
- 기예르모 몬테시노스 - 택시 기사 역
- 추스 람프레아베
- 롤레스 레온

## 기타
- 협력프로듀서: 안토니오 로렌스
- 의상: 조스 마리아 드 코시오